# Melissa Chan
Melissa Chan (1980) es una periodista independiente chino-estadounidense que trabaja en la radiodifusión y la prensa. Ha publicado en medios como The New York Times, The Atlantic, The Guardian, The Washington Post, VICE News, POLITICO y Foreign Policy . Ha informado para VICE News Tonight, Al Jazeera English y ha presentado DW News Asia para Deutsche Welle TV. Ha aparecido como invitada en CNN y la BBC.

## Trayectoria
Chan nació en 1980 en el Hong Kong británico y creció en el área de Los Ángeles después de que su familia emigrase a los Estados Unidos cuando ella tenía tres años.
Chan asistió a la Universidad de Yale, donde se graduó en 2002 con una licenciatura en historia. En 2005, completó una Maestría de Ciencias en Política Comparada en la London School of Economics and Political Science (LSE), en el Reino Unido.
Chan trabajó para ABC News en Nueva York de 2002 a 2004 y finalmente se unió al equipo de producción de World News Tonight.  Después de mudarse al Reino Unido para comenzar sus estudios en LSE, Chan continuó trabajando para ABC en su oficina de Londres.
Al finalizar su maestría, Chan trabajó como periodista independiente en Hong Kong. 
En 2007, Al Jazeera English contrató a Chan para trabajar como corresponsal en China en la oficina de Beijing de la cadena. Durante sus cinco años con Al Jazeera English, presentó unas 400 piezas, incluyendo historias sobre la confiscación de tierras y las llamadas "cárceles negras". Chan también informó sobre historias de Corea del Norte. En 2010, Chan escribió sobre el uso del dinero asignado para ayudar a los sobrevivientes y para la reconstrucción tras el terremoto de Yushu de 2010.
En 2012, sin embargo, el visado y las credenciales de prensa de Chan no fueron renovadas, lo que la obligó a abandonar China. Tras su expulsión, la primera de una periodista extranjera desde 1998, Al Jazeera English cerró su oficina en Beijing. Los informes de prensa y el Club de Corresponsales Extranjeros de China relacionaron la expulsión con un documental sobre el trabajo esclavo en las cárceles chinas transmitido por Al Jazeera English que enfureció a las autoridades chinas. Chan no participó en la producción de la pieza, sin embargo, y su expulsión se produjo en el contexto de múltiples conflictos entre los periodistas extranjeros y el gobierno chino por las denegaciones o retrasos en la obtención de visas de periodista.
En mayo de 2012, Yang Rui, presentador de televisión de China Global Television Network, hizo comentarios en Sina Weibo criticando a algunos ciudadanos extranjeros y periodistas en China, especialmente a Chan, quien fue expulsada del país. La declaración de Yang se produjo durante una campaña oficial del gobierno chino para identificar a los residentes extranjeros ilegales en China.
Después de salir de China, Chan completó una beca de periodismo John S. Knight en la Universidad de Stanford durante el año académico 2012-2013. Pasó su año desarrollando capacitación y herramientas de seguridad digital para periodistas.
Más tarde, Chan se convirtió en corresponsal en San Francisco de Al Jazeera America, donde trabajó desde el lanzamiento del proyecto en agosto de 2013 hasta su cierre en abril de 2016. Durante su tiempo con AJA, informó sobre historias del oeste americano rural. También ha informado desde Canadá, Cuba, Hong Kong, Israel, Corea del Norte, Corea del Sur, Malasia, Mongolia, Territorios Palestinos y Rusia .
Pasó un tiempo en Alemania como becaria transatlántica de la Fundación Robert Bosch. Posteriormente trabajó como reportera de asuntos exteriores entre Los Ángeles y Berlín. Es colaboradora del Global Reporting Center.